# Paradrymadusa abchazica
Paradrymadusa abchazica is een rechtvleugelig insect uit de familie sabelsprinkhanen (Tettigoniidae). De wetenschappelijke naam van deze soort is voor het eerst geldig gepubliceerd in 1981 door Stolyarov.